# Keith Strickland
Keith Julian Strickland (Athens, 26 de outubro de 1953) é um músico, compositor cantautor, multi-instrumentalista) norte-americano e um dos co-fundadores da banda  The B-52s. Ele nasceu tal como os irmãos Wilson em Athens, no estado da Geórgia.  
Originalmente era o  baterista da banda, começou a tocar guitarra após a morte de Ricky Wilson vítima de sida em 1985. Strickland terá sido o único membro o grupo a quem Ricky confessara ser portador de HIV, nem a irmã saberia.Ele   também toca teclado e guitarra baixo em várias gravações da banda e por vezes participa no  coro. Strickland compõe a música para a banda.
Em 13 de dezembro de 2012, Strickland retirou-se dos concertos da banda The B52s. Fred Schneider disse do anúncio de Strickland "Nós sabíamos da decisão de Keith há algum tempo, mas nós apenas não queríamos pensar sobre isso. Keith provavelmente estará disponível para  participar em espectáculos especiais, mas ele quis sair da estrada.  Keith estará sempre pronto para trabalhar connosco como sempre quis. Ele é o melhor amigo da banda. 

## Filmografia
- A Life in the Death of Joe Meek (2008)
- The Flintstones (1994)
- Athens, GA: Inside Out (1987)
- One-Trick Pony (film)|One Trick Pony (1980)